# Cederschiöld
Cederschiöld, Cederschjöld, är en adlig släkt från Gävle, ursprungligen borgerlig, med namnet Gavelius.
Som ättens stamfader räknas rådmannen i Gävle, Peder Hansson (död 1612). Hans hustru var Ingrid Pedersdotter, vars far var borgare i Gävle men bördig från Hälsingland. Deras söner antog släktnamnet Gavelius, en latiniserad form av Gävle. Äldste sonen Elias Gavelius var justitieborgmästare i Gävle och gift med Catharina Nilsdotter, dotter till rådmannen i Gävle Nils Olsson och Elin Nilsdotter. Elias Gavelius fick i detta äktenskap bland annat sönerna Nils och Petrus Gavelius.
Denne Petrus Gavelius var professor vid Uppsala universitet och sedermera assessor i Göta hovrätt. År 1687 adlades han med namnet Cederschiöld och introducerades två år senare på Sveriges Riddarhus som adlig ätt nummer 1 117. Petrus Gavelius Cederschiöld var gift två gånger men fick bara barn i första äktenskapet, med änkan efter de båda som adlats Örnecrantz och Törnecrantz, Elisabet Nilsdotter till Lidboholm, Torlax, Örnetorp och Gursten. Deras enda dotter gifte sig Ehrenschantz.
Ätten fortlevde på svärdssidan med endast en son, löjtnanten Natanael Elias Cederschiöld, som var gift med Anna Christina Klingspor, vars mor var en Graan nr 336 och härstammade från Bureätten och Grubb. Ätten delades därefter i två grenar, äldre och yngre grenen.
Äldre grenen utgår från kommendörkapten Per Staffan Cederschiöld och söner ur dennes andra äktenskap, med Eva Charlotta Stålhammar vars mor var en Bock af Näs. Den yngre grenen utgår från hans bror löjtnanten Johan Fredrik Cederschiöld som var gift med en ofrälse kvinna ur släkten Ridderstål.

## Personer ur ätten

### Alfabetiskt ordnade
- Carl Cederschiöld
- Charlotte Cederschiöld
- Fredrik August Cederschjöld
- Fredrik Johan Cederschiöld
- Gunnar Cederschiöld
- Gustaf Cederschiöld, flera personer
  - Gustaf Cederschiöld (sjukgymnast)
  - Gustaf Cederschiöld (språkvetare)
- Gusti Cederschiöld
- Henrik Cederschiöld, flera personer
  - Henrik Cederschiöld (militär) (1842–1908)
  - Henrik Cederschiöld (jurist) (1869–1944)
- Hugo Cederschiöld, flera personer
  - Hugo Cederschiöld (1878–1968)
  - Hugo Cederschiöld (1915–1982)
- Ivar Cederschiöld
- Margareta Cederschiöld
- Maria Cederschiöld, flera personer
  - Maria Cederschiöld (diakonissa)
  - Maria Cederschiöld (journalist)
- Pehr Cederschiöld
- Pehr Gustaf Cederschjöld
- Per Henrik Rudolf Cederschiöld
- Petrus Cederschiöld
- Sebastian Cederschiöld
- Staffan Cederschiöld
- Vilhelm Cederschiöld

### Ordnade efter födelseår
- Petrus Cederschiöld (1625–1697), född Gavelius, professor i folkrätt vid Uppsala universitet
- Fredrik Johan Cederschiöld (1774–1846), filosof
- Pehr Gustaf Cederschiöld (1782–1848), obstetriker och skriftställare
- Fredrik August Cederschiöld (1813–1883), obstetriker
- Maria Cederschiöld (1815–1892), diakonissa
- Henrik Cederschiöld (1842–1908), militär och konstnär
- Gustaf Cederschiöld (1845–1923), sjukgymnast och massör
- Staffan Cederschiöld (1847–1927), kammarherre
- Gustaf Cederschiöld (1849–1928), språkforskare
- Maria Cederschiöld (1856–1935), journalist
- Ivar Cederschiöld (1858–1906), häradshövding
- Henrik Cederschiöld (1869–1944), häradshövding
- Hugo Cederschiöld (1878–1968), generallöjtnant
- Margareta Cederschiöld (1879–1962), tennisspelare
- Vilhelm Cederschiöld (1882-1959), språkman
- Pehr Cederschiöld (1883–1966), häradshövding
- Gunnar Cederschiöld (1887–1949), konstnär, författare
- Hugo Cederschiöld (1915–1982), överste
- Carl Cederschiöld (född 1945), politiker
- Charlotte Cederschiöld (född 1944), politiker (den föregåendes hustru)
- Sebastian Cederschiöld (född 1974), politiker